# Kumi kumi
Kumi Kumi (do idioma swahili 'kumi' para 'dez') é um licor ilegal produzido no Quênia a partir de sorgo, milho ou millet. A bebida barata e amplamente produzida cresce em popularidade entre as classes mais baixas e desfavorecidas da região, à medida que a economia e o valor do xelim diminuíram. Kumi Kumi é conhecida pelo seu teor alcoólico excepcional. A poção é frequentemente tratada de forma insegura e venenosa, e seu abuso regular frequentemente resultou em hospitalizações relacionadas ao envenenamento por álcool, cegueira e morte.
Kumi Kumi é assim chamado por seu preço barato, 10 Xelins por uma caneca, que em 2006 chega a cerca de R$ 0,30. Cervejas permitidas geralmente custam em torno de 65 Xelims.
1. ↑  «People's Daily Online -- Over 20 people die after consuming illegal brew in Kenya». en.people.cn. Consultado em 14 de julho de 2019